# Louis Caput
Louis Caput (* 23. Januar 1921 in Saint-Maur-des-Fossés; † 8. Februar 1985 in Paris) war ein französischer Radrennfahrer und Sportlicher Leiter.
Bereits als Amateur gelangen ihm nennenswerte Erfolge vor allem in französischen Rennen. So gewann er den Grand Prix cycliste de L’Humanité 1939, die Tour de Paris 1941 und Paris–Alençon 1945. Louis Caput hatte eine 15-jährige Laufbahn als Radprofi, von 1942 bis 1957. 1946 wurde er französischer Meister im Straßenrennen, gewann das Rennen Boucles de la Seine-Saint-Denis sowie Paris–Reims. 1948 gewann er Paris–Tours sowie Paris–Limoges und belegte bei Lüttich–Bastogne–Lüttich Platz drei. 1949 errang er in San Sebastian einen Etappenerfolg bei der Tour de France. In der Flandern-Rundfahrt 1950 wurde er Dritter.
1952 entschied Caput die Gesamtwertung der baskischen Rundfahrt Euskal Bizikleta für sich. Drei Jahre später gewann er wie 1948  Paris–Limoges und entschied ein weiteres Mal eine Tour-de-France-Etappe für sich. 1956 gewann er die Tour de Picardie.
Ende 1957 trat Louis Caput vom aktiven Radsport zurück und arbeitete zunächst als Immobilienmakler. Von 1966 bis 1968 hatte er die sportliche Leitung des Teams Kamomé-Dilecta, dessen bekanntester Fahrer in der ersten Saison André Darrigade war. Der ursprüngliche Sponsor, ein japanischer Waschmaschinenproduzent, konnte bald nicht mehr zahlen, und das Team wurde von  Jean de Gribaldy übernommen.
Caput wurde das Juniorenrennen Route de l’Avenir-Souvenir Louis Caput gewidmet, welches von 2000 bis 2007 ausgetragen wurde.